# 滝澤博胤
滝澤 博胤（たきざわ ひろつぐ、1962年12月 - ） は、日本の化学者。国立大学法人東北大学理事・副学長。元日本電磁波エネルギー応用学会理事長。

## 人物・経歴
新潟県生まれ。1981年秋田県立秋田高等学校卒業。1985年東北大学工学部応用化学科卒業。1990年東北大学大学院工学研究科博士後期課程修了、工学博士、東北大学工学部分子化学工学科助手。1993年東北大学素材工学研究所助手。1994年テキサス大学オースティン校客員研究員（文部省在外研究員）。1995年東北大学工学部分子化学工学科助教授。1997年東北大学大学院工学研究科材料化学専攻助教授。2004年東北大学大学院工学研究科応用化学専攻教授。2010年東北大学総長特任補佐。2012年東北大学大学院工学研究科副研究科長。2014年東北大学総長特別補佐。2015年東北大学未来科学技術共同研究センター長、東北大学大学院工学研究科長・工学部長、東北大学総長補佐、日本電磁波エネルギー応用学会理事長。2018年東北大学理事・副学長（教育・学生支援担当）。

## 受賞
- 日本高圧力学会奨励賞 1996[3]
- 日本セラミックス協会学術賞 2011[3]
- 粉体粉末冶金協会研究進歩賞 2016[3]